# Friedrich Müller
Friedrich Müller (Kreuznach, 13 de gener de 1749 - Roma, 23 d'abril de 1825), poeta, dramaturg i pintor alemany, pertanyent al moviment Sturm und Drang, conegut per la seva lleugera prosa sentimental i idil·lis sobre la vida camperola.
Comunament conegut com a "Müller el Pintor", va estudiar aquesta disciplina a Zweibrücken, i entre 1774 i 1775 es va establir a Mannheim, on va arribar a ser l'any 1777 pintor de la Cort. Va intentar allí també la literatura, sota l'influx del Sturm und Drang, i va compondre un drama líric, Niobe (1778), que va atreure poca atenció. Però Fausts Leben dramatisiert (Situació de la vida del doctor Faust) sí que va arribar a l'esperit turbulent de l'època, i Gob und Genoveva (començat l'any 1776, però publicat el 1801) va ser una excel·lent imitació de l'obra de Goethe Gotz von Berlichingen. Després va decidir seguir una línia més independent del seu model a través dels seus idil·lis: Die Schafschur (1775), i Das Nusskernen (1811), en els quals va abandonar la artificiositat de Gessner afegint un toc de sàtira sobre la vida quotidiana dels alemanys.
Li van donar permís per visitar Itàlia el 1778 i allí va romandre la resta de la seva vida; es va convertir al Catolicisme l'any 1780. Els models italians li van anar influint i gradualment va deixar la pràctica de la pintura per seguir la seva autèntica vocació d'historiador de l'art, que va poder exercir com cicerone dels turistes alemanys que acudien a Roma. Va morir a Roma el 23 d'abril de 1825.